# آرامگاه دودمان مینگ
آرامگاه سلسله مینگ در ۵۰ کیلومتری شمال شهر پکن قرار دارد و به خاطر نقاط دیدنی و آثار تاریخی مشهوراست. این آرامگاه‌ها به همراه آرامگاه دودمان چینگ سال ۲۰۰۳ در میراث جهانی یونسکو به ثبت رسیدند.
آرامگاه مینگ Ming Tombs در بخش چانگپینگ Changping، در حدود ۵۰ کیلومتری (۳۱ مایلی) شمال غرب از منطقه شهری پکن Beijing واقع شده است. در این مکان در واقع یک گروه آرامگاه از سلسله مینگ Ming Dynasty (1368-1644) که شامل ۱۳ مقبره امپراطورها، هفت مقبره برای معشوقه‌ها و یک قبر برای خواجه می‌باشد، قرار گرفته‌اند. به دلیل اینکه ۱۳ امپراتور در اینجا دفن شده‌اند، این گورستان در دنیا بسیار مشهور است. آرامگاه مینگ که در پایین کوه یانگ Mt. Yan قرار گرفته است، با اشغال فضایی بالغ بر ۱۲۰ کیلومترمربع (۲۹۶۵۳ جریب) بسیار دیدنی و جذاب است که در سال ۲۰۰۳ به فهرست میراث جهانی یونسکو اضافه شد.
آرامگاه هر امپراتور در پای یک تپه کوچک به صورت جداگانه ساخته شده است، اما همه آن‌ها در یک جاده اصلی به نام راه مقدس Sacred Way سهیم هستند. سبک معماری و شکل کلی هر ۱۳ آرامگاه شبیه به هم است و تفاوت اصلی در اندازه و پیچیدگی ساختار هرکدام از آنهاست. از محوطه فضای باز که در جلوی هر آرامگاه قرار دارد، برای برگزاری جشن‌های یادبود و قربانی کردن استفاده می‌شده است. در مقام مقایسه، چانگلینگ Changling (آرامگاه چانگ) بزرگ‌ترین، یونگلینگ Yongling (آرامگاه یونگ) ظریف‌ترین و سیلینگ Siling (آرامگاه سی) کوچک‌ترین آنهاست.
امروزه راه مقدس، چانگلینگ Changling (آرامگاه چانگ)، دینگلینگ Dingling (آرامگاه دینگ) و ژائولینگ Zhaoling (آرامگاه ژائو) در دسترس بازدیدکنندگان هستند.
طول راه مقدس Sacred Way هفت کیلومتر (۴٫۳ مایل) است و به صورت مستقیم به چانگلینگ Changling (آرامگاه چانگ) ختم می‌شود. آرامگاه چانگ بزرگ‌ترین و قدیمی‌ترین مقبره این قبرستان است. ساخت و ساز در آرامگاه از سال ۱۴۰۹ آغاز شد و ۴ سال به طول انجامید. ژو دی Zhu Di سومین امپراتور سلسله مینگ به همراه ملکه‌اش در همین‌جا دفن شده است. محوطه فضای باز آرامگاه دارای سه حیاط است و سقف تمامی سالن‌ها با کاشی‌های لعابی زردرنگ پوشیده شده است. حیاط دوم پس از تالار عالی هماهنگی شهر ممنوعه ساخته شد. این یکی از بزرگ‌ترین ساختمان‌های چوبی در چین است و به اتکای ۶۰ ستون رنگ‌نشده از چوب nanmu ایستاده است. اشیاء حفاری‌شده در این سالن به نمایش گذاشته شده‌اند. در پشت آن برج مینگ لو Ming Lou (برج روشن) به عنوان نماد آرامگاه چانگ واقع شده است.
دینگلینگ Dingling (آرامگاه دینگ) تنها جای این قبرستان است که در آن کاوش‌های باستان‌شناسی انجام گرفته است. Zhu Yijun که سیزدهمین امپراتور سلسله مینگ بوده است به همراه دو ملکه خود در اینجا به خاک سپرده شده است. این آرامگاه که دارای پل‌ها، خانه‌های ییلاقی، تالارها، برج‌ها و چیزهای دیگر است، بین سال‌های ۱۵۸۴ و ۱۵۹۰ ساخته شده است. صدها سال بعد، فقط یک برج سنگی، برج روشن، بعد از چند آتش‌سوزی باقی ماند. پشت برج کاخ زیرزمینی است که ۲۷ متر در عمق زمین قرار دارد که بازدیدکنندگان می‌بایست از طریق تونل وارد آن شوند. کاخ سنگی با ۵ سالن زمینی به مساحت ۱۱۹۵ مترمربع را اشغال کرده است. دروازه‌های تالارهای اصلی از جنس سنگ مرمر سفید هستند؛ همچنین یک تخت عالی در تالار مرکزی قرار دارد و تابوت‌ها و صندوقچه‌های دفن شده هم در تالار پشتی هستند. برخی از یافته‌های گرانبهای کاوش‌های باستان‌شناسی مانند تاج‌ها، زیورآلات و ظروف برای عموم به نمایش گذشته شده‌اند.
ژائولینگ Zhaoling (مقبره ژائو) که در سال ۱۵۳۸ ساخته شده، در جنوب غربی آرامگاه دینگ واقع شده است. در اینجا مقبره Zhu Zaihou (دوازدهمین امپراتور سلسله مینگ و سه ملکه‌اش) قرار دارد. اینجا به دلیل اینکه ساختارهای سطحی‌اش به صورت کامل بازسازی شده و متشکل از چهار پل، یک آلاچیق سنگی و چندین تالار است بهترین نمونه از یک مجموعه قبر است.

## نگارخانه

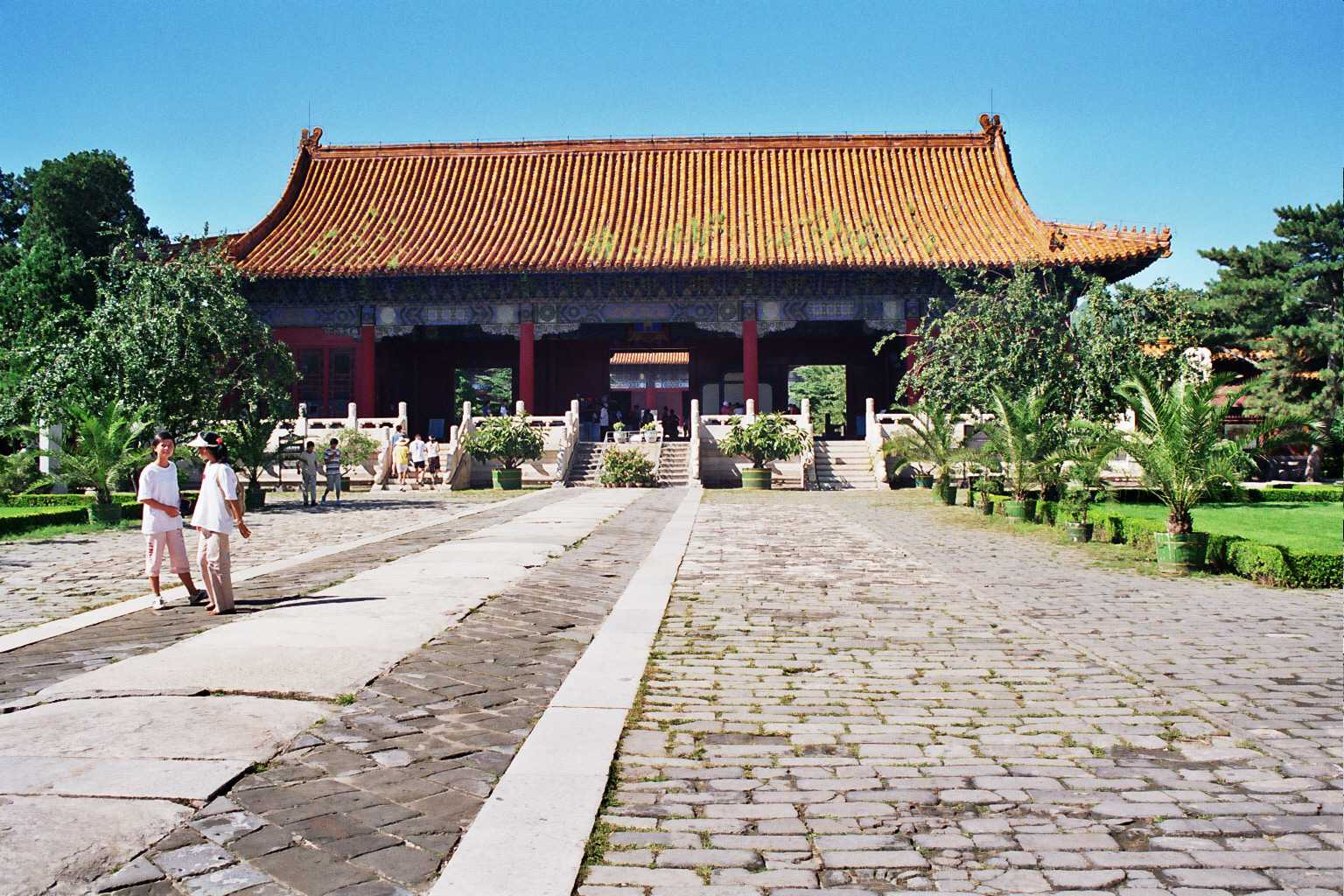
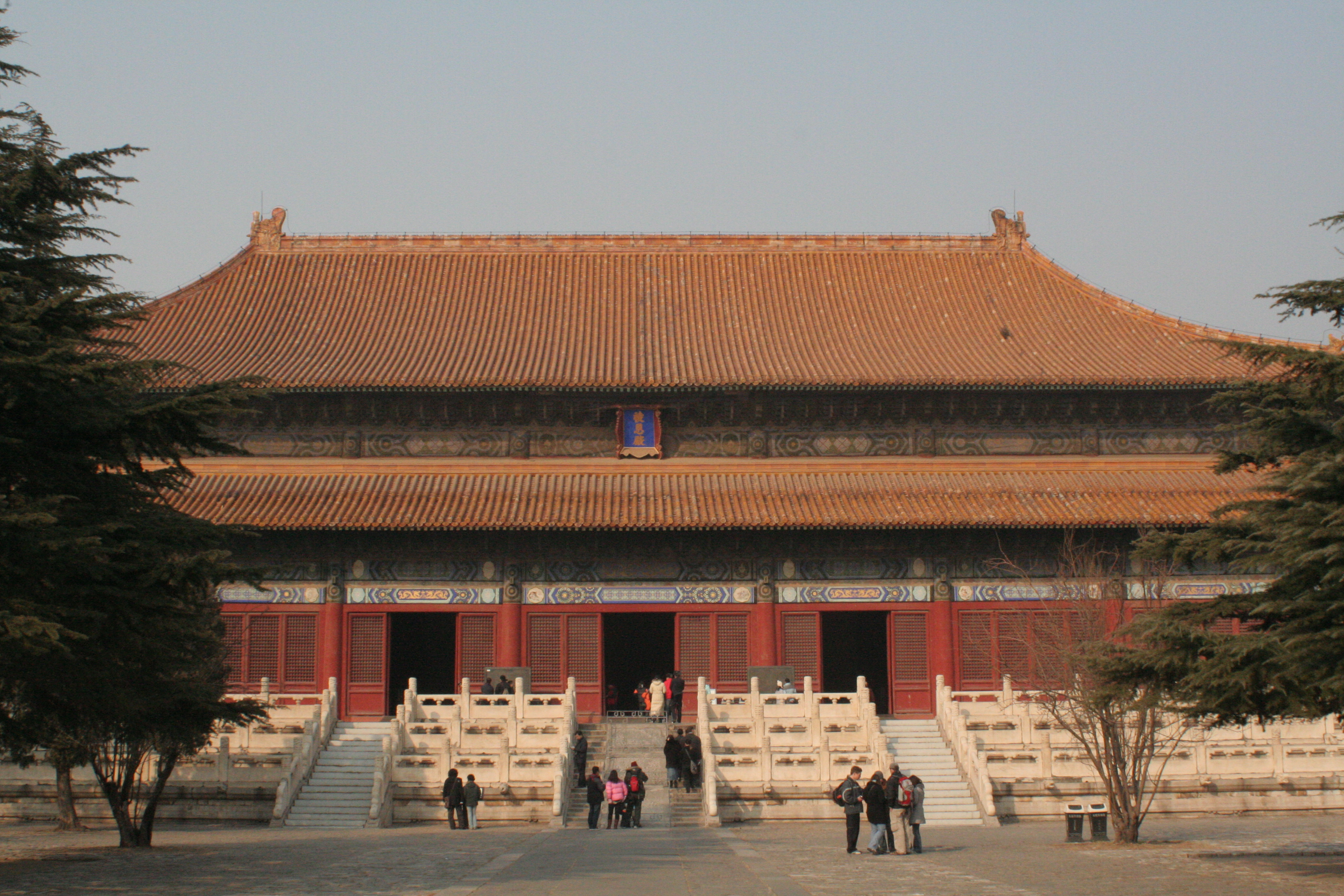
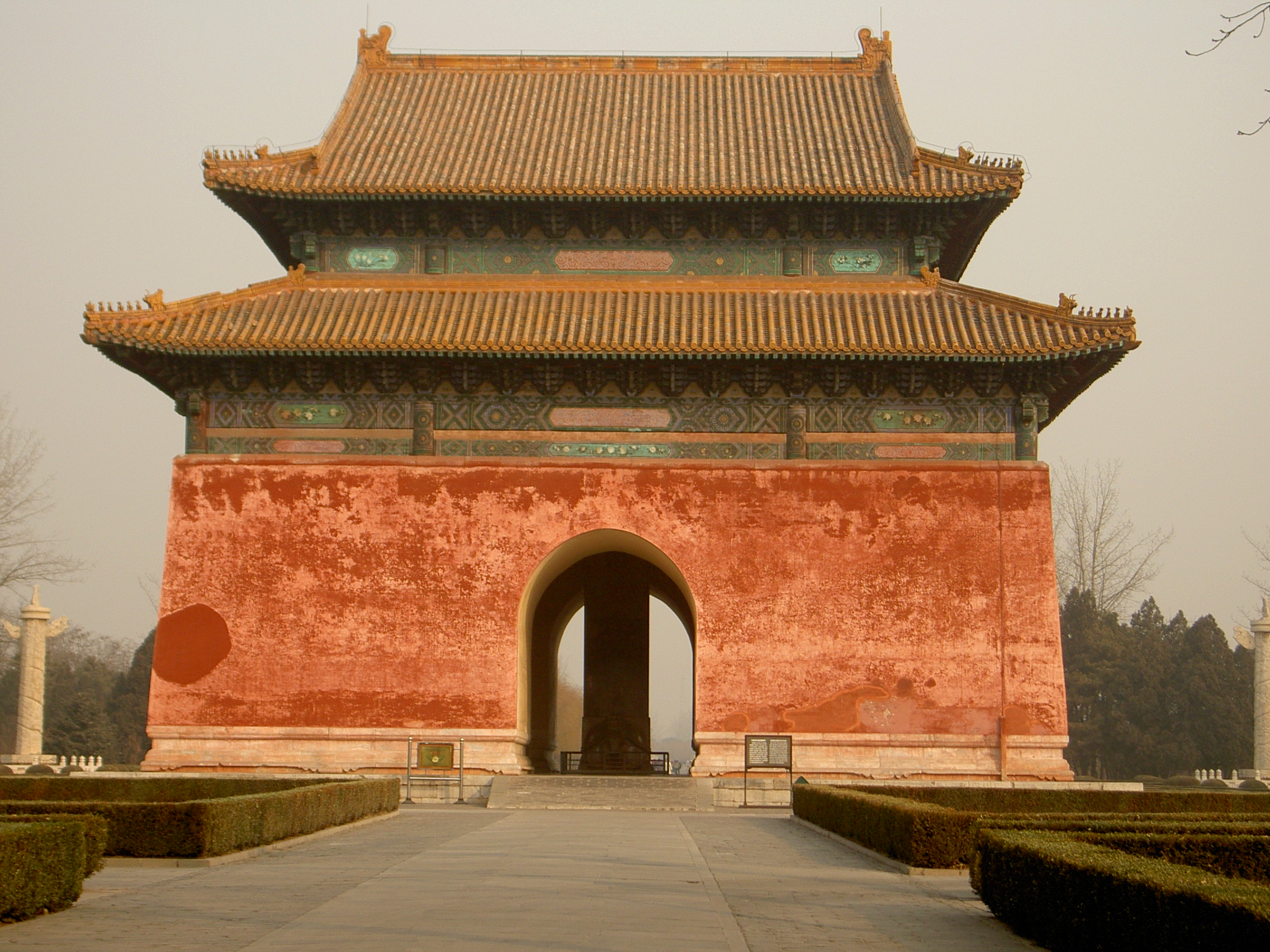
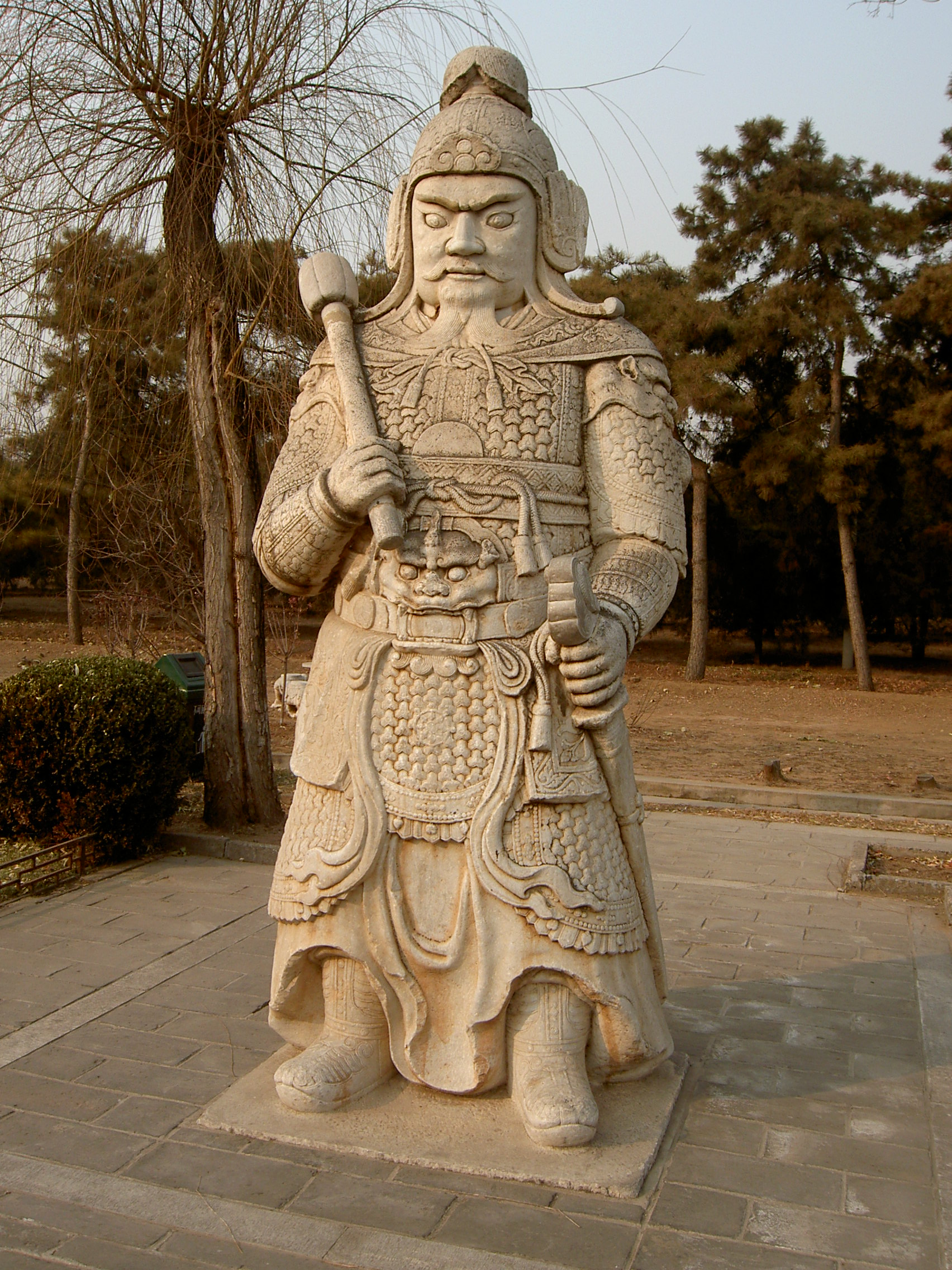
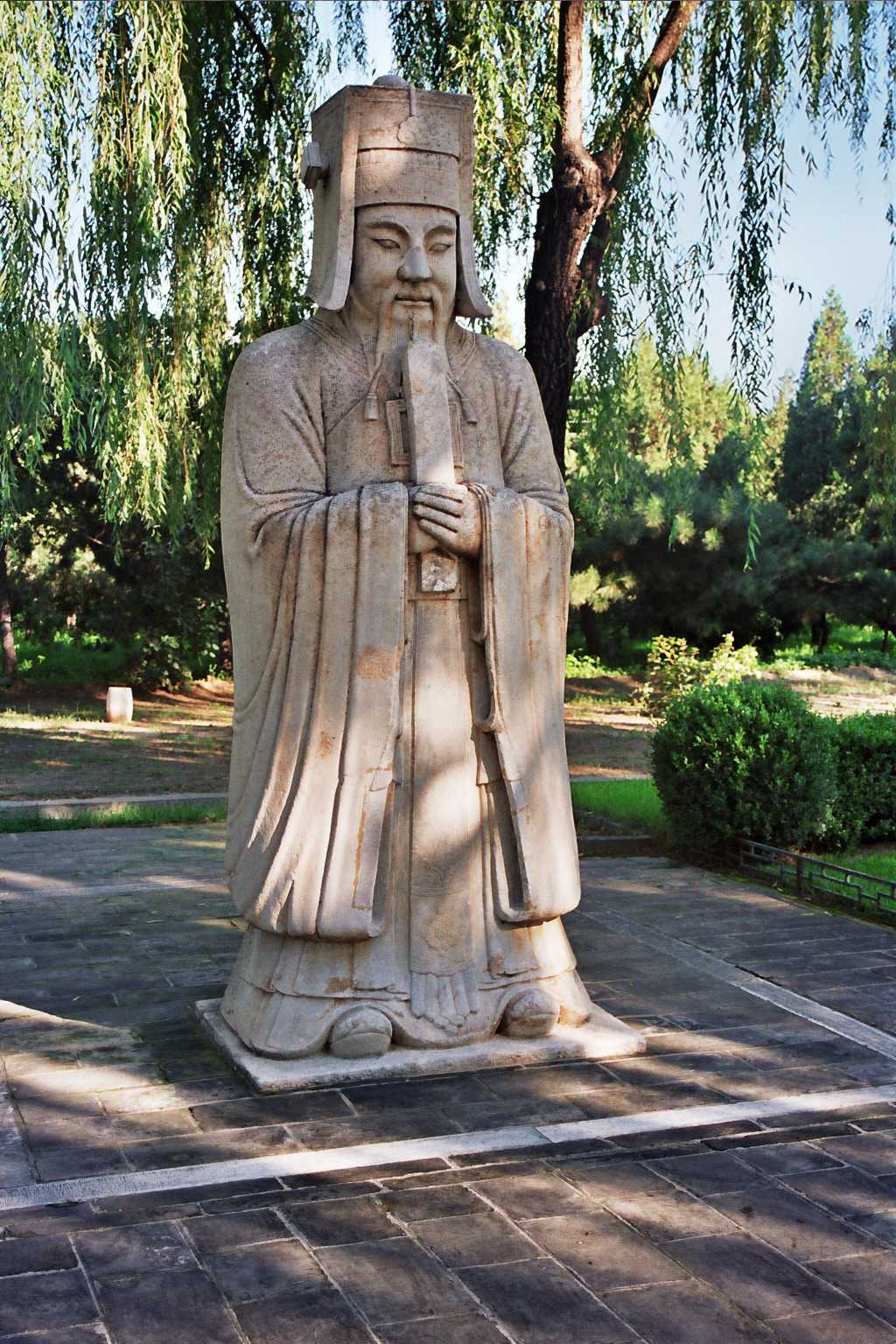
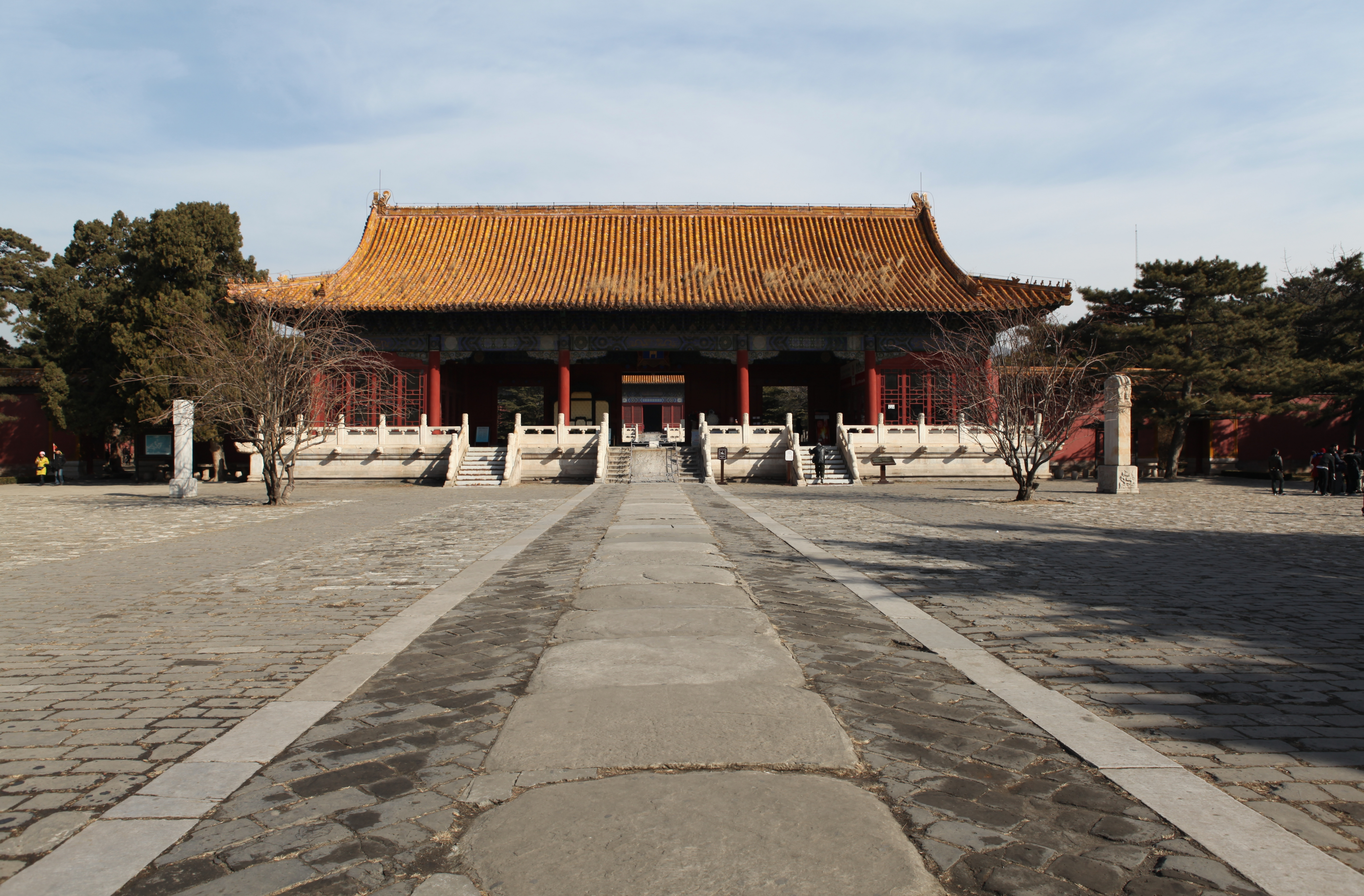
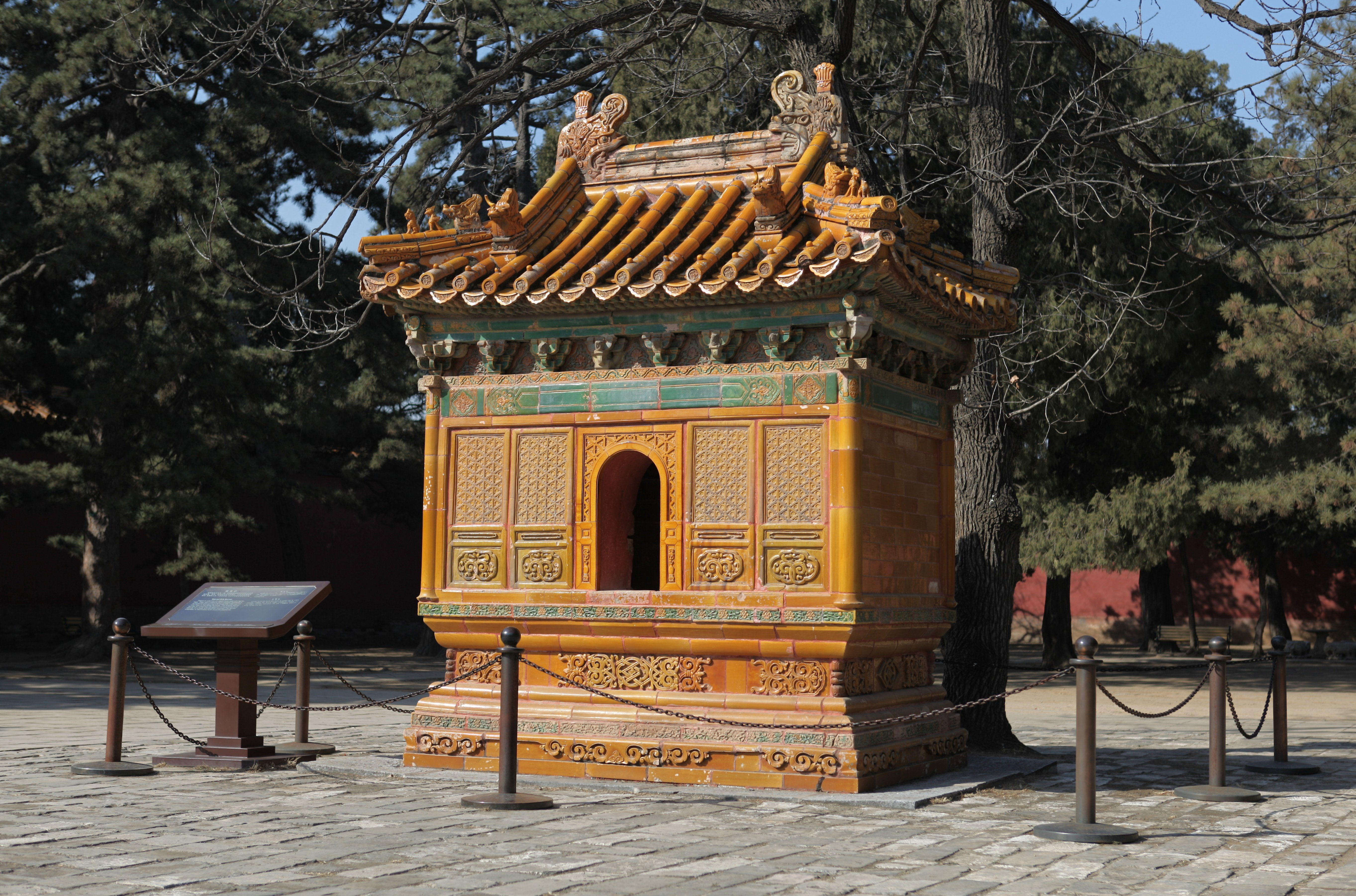
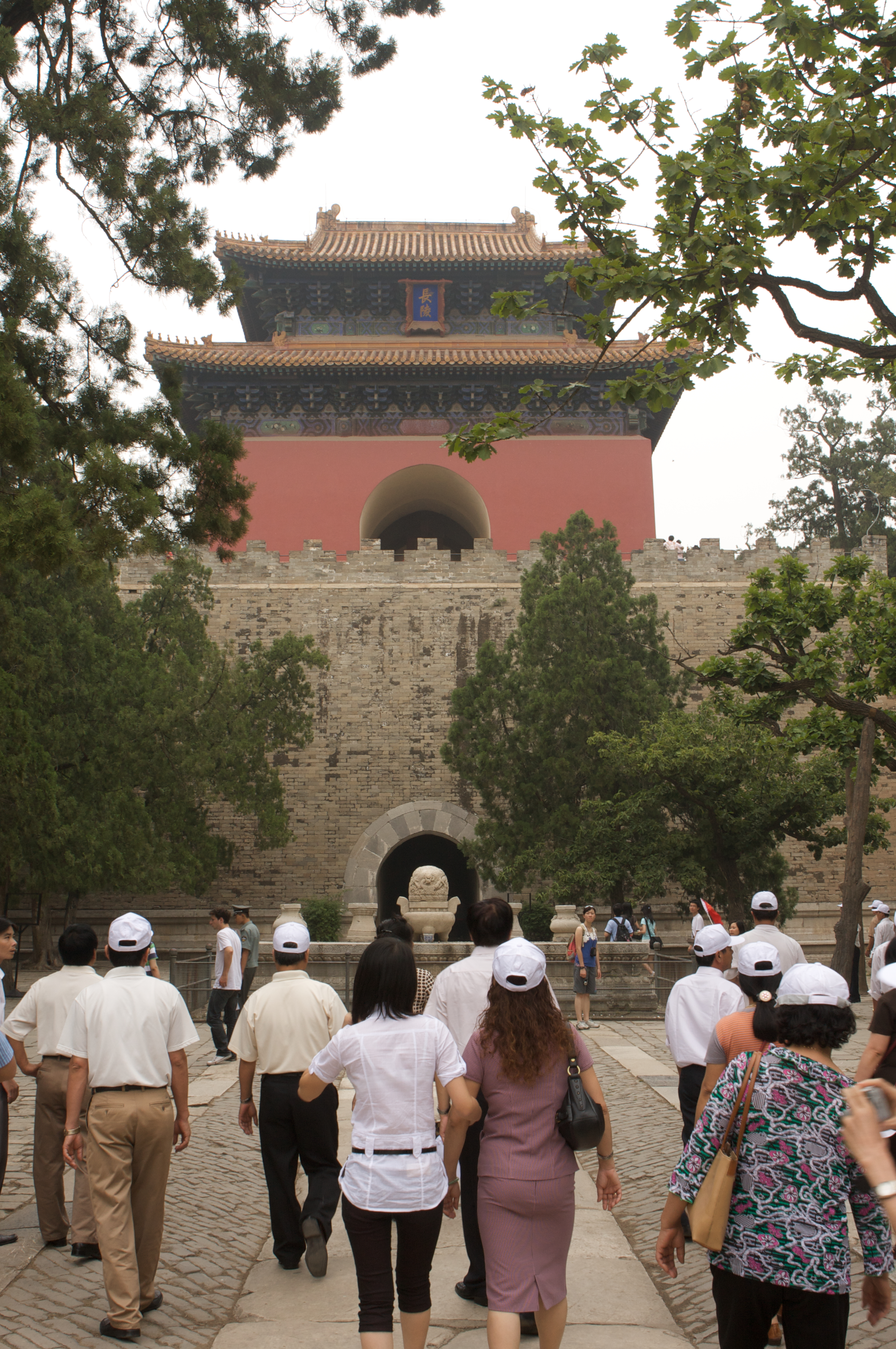